# Georgina Long
Georgina Long   (Sydney, 15 de novembre de 1970) és una oncòloga mèdica australiana, investigadora d'assaigs clínics i translacionals, i treballa en el desenvolupament de teràpia farmacològica. Va ser la receptora conjunta del premi a l'Austràlia de l'any 2024 del National Australia Day Council.
Long va ser la primera dona i la primera australiana a ser nomenada presidenta de la Societat per a la Recerca del Melanoma amb seu als Estats Units.

## Primers anys i educació
Long tenia cinc germans i va créixer a l'Inner West de Sydney, a l'estat de Nova Gal·les del Sud, Austràlia. També va viure a Europa i Amèrica quan era petita. Va completar l'escola secundària al Santa Sabina College el 1988.
Long va començar a estudiar un grau combinat de ciències i dret a la Universitat de Sydney, però va abandonar el dret i es va graduar amb una doble especialitat en matemàtiques pures i química el 1993, abans de completar un doctorat en química orgànica, també a la Universitat de Sydney, el 1996. Va ser investigadora postdoctoral a l'Institut de Recerca Scripps a Califòrnia com a beca Fulbright, abans de tornar a Austràlia per cursar el seu grau de medicina, graduant-se amb un MBBS el 2001.

## Carrera
Long és un oncòleg mèdic especialitzat en melanoma. Ha dirigit nombrosos assaigs clínics, centrats en teràpies dirigides i immuno-oncologia en el melanoma. És la investigadora principal de la investigació de la biologia molecular del melanoma.
Long és codirector del Melanoma Institute Austràlia amb el patòleg Richard Scolyer. Junts han format part d'un equip pioner en l'ús del tractament d'immunoteràpia per al melanoma, que Long va adaptar després per al càncer de cervell quan se li va diagnosticar a Scolyer el juny de 2023. Va ser el primer pacient de càncer cerebral del món que va rebre una immunoteràpia combinada abans de la cirurgia.
El juny de 2024, Long va ser escollida membre de l’Acadèmia Australiana de Ciències.

## Premis i honors
- Medalla de la Universitat de Química Orgànica, Universitat de Sydney, 1993[11]
- Premis de l'Institut del Càncer de Nova Gal·les del Sud com a membre destacat de l'any en recerca del càncer, 2013[12]
- Premis de l'Institut del càncer de Nova Gal·les del Sud The Wildfire Highly Cited Publication Award, 2014[12]
- Premis de l'Institut del Càncer de Nova Gal·les del Sud Premi a l'excel·lència en la recerca translacional del càncer, 2017[13]
- Premis de l'Institut del Càncer de Nova Gal·les del Sud a l'investigador destacat del càncer de l'any, 2018[14]
- Oficial de l'Ordre d'Austràlia, 2020[15]
- Medalla Ramaciotti per a la investigació biomèdica, 2021
- Medalla a la investigadora femenina destacada, Acadèmia Australiana de Ciències Mèdiques i de la Salut, 2021[16]
- Premis de l'Institut del càncer de Nova Gal·les del Sud The Wildfire Highly Cited Publication Award, 2021[17]
- Novartis Oncology Cancer Achievement Award, Medical Oncology Group of Australia, 2023[18]
- Australià de l'any 2024[19]
- El desembre de 2024, Georgina Long va ser inclosa a la llista de les 100 dones de la BBC.[20]

## Publicacions seleccionades
- Long, Georgina V; Menzies, Alexander M; Haydu, Lauren E; 3 Journal of Clinical Oncology, 29, 10, 2011, pàg. 1239–1246. DOI: 10.1200/JCO.2010.32.4327. PMID: 21343559.
- Robert, Caroline; Long, Georgina V; Dutriaux, Caroline; Maio, Michele; 4 New England Journal of Medicine, 372, 4, 2015, pàg. 320–330. DOI: 10.1056/NEJMoa1412082. PMID: 25399552.
- Robert, Caroline; Schachter, Jacob; Arance, Ana; Grob, Jean Jacques; 3 The New England Journal of Medicine, 372, 26, 2015, pàg. 2521–2532. DOI: 10.1056/NEJMoa1503093. PMID: 25891173.
- Gershenwald, Jeffrey E; Scolyer, Richard A; Sondak, Vernon K; Long, Georgina V; 5 CA: A Cancer Journal for Clinicians, 67, 6, 2017, pàg. 472–492. DOI: 10.3322/caac.21409. PMC: 5978683. PMID: 29028110.
- Long, Georgina V; Atkinson, Victoria; Sandhu, Shahneen; 3 The Lancet, 19, 5, 2018, pàg. 672–681. DOI: 10.1016/S1470-2045(18)30139-6. PMID: 29602646.
- Long, Georgina V Nature, 578, 7793, 2020, pàg. 82–93. Bibcode: 2020Natur.578...82I. DOI: 10.1038/s41586-020-1969-6. PMC: 7025898. PMID: 32025007.
- Carlino, Matteo S; Larkin, James The Lancet, 398, 10304, 2021, pàg. 1002–1014. DOI: 10.1016/S0140-6736(21)01206-X. PMC: 6094677. PMID: 30190854.